# 長澤佑香
長澤 佑香（ながさわ ゆか、1991年11月12日 - ）は、日本の女性モデル、女優、タレント。モデルレッスンを担当するウォーキング講師。モデルインストラクター協会認定講師。
バンプレスト×東映アニメーション『京騒戯画』コトちゃんの公式コスプレイヤー、Cygames『アイドルマスター シンデレラガールズ』本田未央の公式コスプレイヤー。
2019年2月、オスカープロモーションを退社したと自身のTwitterで発表した。
2019年10月、株式会社OMNIAと2019年6月に業務提携をしたと自身のInstagramで発表した。
2020年1月、YouTubeにて「ゆかしちゃんねる」を開設した。
2020年1月、mysta「アシスタントMCイベント」優勝。
2020年3月20日、18代目ミニスカポリス新メンバーに配属
2021年、MIA認定講師資格を取得。現在、モデルインストラクター協会認定するモデルレッスンを担当するウォーキング講師。
2023年12月、ネイリスト検定3級＆2級・ジェルネイル検定初級の資格を取得したことをインスタグラムで報告した。

## 人物
- 血液型：O型
- 愛称：ゆかし[4]
- 趣味：アニメ、映画鑑賞、コスプレ、1人カラオケ、ショッピング、ヨガ
- 特技：水泳（5年）、硬式テニス（3年）
- 好きなもの：クロミちゃん・マイメロディ

## 出演

### 舞台
2010年
- Shimokita5 舞台『キャンディー・パーティ〜過去と未来の忘れもの〜』(7月27日 - 8月1日、下北沢小劇場「楽園」)

2012年
- “STRAYDOG”Seedling公演 舞台『けんじ君の春』[5]（2月22日 - 2月26日、GEKIBA）作・演出：森田亜紀、監修：森岡利行
- “STRAYDOG”Seedling公演 舞台『淑女(レディ)のお作法』[6]（6月20日 - 6月24日、GEKIBA）作：高橋いさを、演出：森田亜紀
- “STRAYDOG”Produce公演 舞台『へなちょこヴィーナス』[7]（9月11日 - 9月16日、中野テアトルBONBON）作：高橋いさを＋小田玲奈、演出：森岡利行
- “STRAYDOG”第22回本公演 舞台『閨房のアライグマ』[8]（11月10日 - 11月18日、下北沢Geki地下Liberty）作・演出：森岡利行
- “STRAYDOG”Seedling公演 舞台『けんじ君の息子』[9]（12月20日 - 12月24日、明石スタジオ）作・演出：森田亜紀

2013年
- “STRAYDOG”Produce公演 舞台『ゴジラ』[10]（【東京公演】1月23日 - 1月27日、SPACE107、【大阪公演】2月8日 - 2月11日、大阪市立芸術創造館）作：大橋泰彦、演出：森岡利行

2014年
- “STRAYDOG”Produce公演 舞台『心は孤独なアトム』[11]（2月5日 - 2月9日、シアターグリーン BIG TREE THEATER）作・演出：森岡利行
- アリー・エンターテイメントプロデュース・チームDG公演 舞台『いい日、お遊戯。』（5月8日 - 5月12日、シアターグリーン BOX in BOXTHEATER）脚本・演出:石山英憲(Theater劇団子)
- “STRAYDOG”Produce公演 舞台『閨房のアライグマ』[12]（4月17日 - 4月20日、シアターサンモール）作・演出：森岡利行
- “STRAYDOG”第23回本公演 舞台『純平、考え直せ』[13]（11月28日 - 11月30日、紀伊國屋ホール）原作：奥田英朗、脚本・演出：森岡利行

2016年
- “ざ☆くりもん”第十七回本公演『晒場慕情〜恋慕の木遣り唄〜』主演(吾妻役)（4月20日 - 26日、シアターグリーン BASE THEATER）作：朝比奈文邃、演出：畑中晋太郎[14]

2018年
- “『龍馬がいっぱい2018』(しず役)（9月22日 - 24日、あかがねミュージアム）脚本：田中大祐、脚色・演出：土方鉄

2019年
- “『二子玉川ノ恋』(大手真智子役)（8月22日 - 27日、iTSCOM STUDIO & HALL 二子玉川ライズ）作・演出・プロデュース：畑泰介

### ライブ
2012年
- 『20th anniversary 特別企画“STRAYDOG”Live』[15]（8月30日、初台ドアーズ）

2013年
- 『“STRAYDOG"新年会LIVE』[16]（1月9日、GEKIBA）

### 映画
2010年
- 「私の優しくない先輩」（2010年7月17日公開、山本寛監督、大野敏哉脚本）

2013年
- 「ハダカの美奈子」（2013年11月9日公開、森岡利行監督・脚本）

### テレビ
- EX 「アメトーーク！」再現VTR
- NTV 「行列のできる法律相談所」榊原郁恵再現VTR - 小島瑠璃子役
- NTV 「ザ!世界仰天ニュース 高校生スペシャル」 次女役
- NTV 「嵐にしやがれ」
- NHK 「Music Japan」majiでkoiする5秒前 サポートダンサー
- NHK 「ひめくりタイムトラベラー」
- NHK 「軍師官兵衛」側室役
- CX 「奇跡体験!アンビリバボー」
  - “ベガスも認めた!天才マジシャンKiLaスペシャル” （2014年3月20日） - 吉田未來と共にアシスタントとして出演[17][18]
  - 多摩川水害編再現VTR（2015年7月9日）[19]
- CX 「うわさ体感バラエティ くちこみっ」
- CX 「OV監督 祝・ゴールデン進出2時間SP」（2014年9月13日）[20]
- CX 「DJモノフェスタ　ディノス」
- CX 「めちゃ×2イケてるッ！」
- TBS 「櫻井有吉アブナイ夜会」中山秀征編再現VTR（2014年9月11日）[21]
- TBS 「私の何がイケないの？」
- TBS 「駆け込みドクター!運命を変える健康診断」“お医者さんに聞きたいこと第五弾・年末総決算スペシャル” 再現VTR（2014年11月23日）[22]
- TBS 「謝りたい人がいます。」
- TBS 「私の何がイケないの？」宝塚生徒役
- TBS 「内村とザワつく夜」再現VTR
- ABC朝日放送 「たけしの健康エンターテインメント！みんなの家庭の医学」
- BSテレビ東京 「歌舞伎町弁護士凛花」回想シーン凛花母親役
- AKB48、最近聞いたよね...（2024年1月24日、テレビ東京）- ウォーキング講師として出演

### 撮影会
2014年
- FOTO-JO撮影会 2015/1/24 高田馬場スタジオ

### その他
2011年
- 東京ゲームショウ2011「コーエーテクモブースコンパニオン」（9月16日 - 18日）[23]
- Inter BEE 2011「ティアックブースコンパニオン」（11月16日 - 18日） - 井上裕美恵と共演[24][25]

2013年
- 東京モーターショー2013「いすゞ自動車ブースコンパニオン」（11月23日 - 12月1日）[26]

2014年
- ワンダーフェスティバル2014夏「ブロッコリーブース」“Z/X”各務原あづみ役（7月27日）[27]

2015年
- ワンダーフェスティバル2015冬「ブロッコリーブース」“けいおん!”平沢唯役（2月8日）[28]
- CP+「CASIOブースモデル」（2月12日 - 15日）[29]

2016年
- 内村さまぁ〜ず SECOND 「全員40歳越えたけどもう一度あの頃に帰って修学旅行気分を本気で楽しみたい男達!!」（Amazonプライム・ビデオ、2016年2月15日-29日配信）
- 東京ゲームショウ2016「バンダイナムコエンターテインメントブース」（9月15日 - 18日）

2019年
- ツインリンクもてぎ2019GW Web CM
- フィーバー機動戦士ガンダム 逆襲のシャア Web CM

2020年
- swish! (ex.SunSet Swish) 【サントワマミー】MV
- FMサルース「たなみんサタデー」2月期アシスタントMC